# Heinz Blume (Politiker, 1945)
Heinz Blume (* 11. Oktober 1945 in Hauptmannsgrün) ist ein deutscher Diplomingenieur und geschäftsführender Gesellschafter einer Textilunternehmens. Er war Abgeordneter der letzten Volkskammer der DDR.

## Leben
Blume wurde 1945 im Vogtland geboren und wuchs in Großolbersdorf im Erzgebirge auf. Nach dem Besuch der Polytechnische Oberschule in Großolbersdorf wechselte er an die Erweiterte Oberschule in Zschopau, wo er den in der DDR zeitweise angebotenen Weg des Abiturs mit Berufsausbildung einschlug. Er erlernte dabei den Beruf des Werkzeugmachers in Scharfenstein. Nach seinem Wehrdienst wurde Blume zum Studium an der Technischen Hochschule Karl-Marx-Stadt zugelassen, welches er von 1966 bis 1971 absolvierte und als Diplomingenieur für Fertigungsgestaltung abschloss. Anschließend führte ihn seine berufliche Laufbahn zunächst ins Federnwerk Marienberg, wo er als Gruppenleiter Technologie tätig war. Danach wechselte er als Haupttechnologe und technischer Direktor zum Stammbetrieb des bezirksgeleiteten Kombinats Plaste und Chemie nach Wolkenstein (heute Sonja Plastic). Einige Zeit später war er als Direktor für Ökonomie im Kreisbaubetrieb Zschopau tätig.
Nach den Kommunalwahlen im Mai 1989 wechselte der 1986 in die CDU eingetretene Blume zum Rat des Kreises Zschopau, wo er bis Mai 1990 als Ratsmitglied für die Örtliche Versorgungswirtschaft (ÖVW) zuständig war. Zu den ersten freien Volkskammerwahlen in der DDR am 18. März 1990 nominierte ihn seine Partei im Bezirk Karl-Marx-Stadt auf dem Listenplatz 20. Da die CDU in diesem Wahlbezirk exakt 20 Mandate gewann, zog Blume als Abgeordneter in die Volkskammer ein. Während des Bestehens der letzten Volkskammer erhob der zeitweilige Prüfungsausschuss der Volkskammer zur Überprüfung der Abgeordneten auf eine Stasi-Mitarbeit auch gegen Blume Verdacht. Letztendlich konnte nur ein Eintrag in der IM-Kartei nachgewiesen werden, Akten waren zum damaligen Zeitpunkt aber nicht auffindbar.
Nach seinem kurzen Ausflug in die Politik fand Blume 1991 Anstellung bei der Treuhandaußenstelle in Chemnitz, bei der er bis März 1992 beschäftigt war. Im April 1992 übernahm er mit weiteren Gesellschaftern den VEB Kruso Strumpffabrik Krumhermersdorf und gründete die Firma h&b Strumpf GmbH in Krumhermersdorf. Dort ist er seit der Gründung als Geschäftsführer tätig und konnte das Unternehmen bis heute (Stand 5/2017) erfolgreich am Markt behaupten.